# Крајња десница
Крајња десница, екстремна десница, радикална десница или ултра-десница је појам којим се означава крајње десни спектар политичких идеологија. Политика крајње деснице често укључује супремацизам — уверење да је супериорност и инфериорност урођена реалност између појединаца и група, као и потпуно одбијање концепта друштвене једнакости као норме. Крајња десница често подржава политику сегрегације, односно одвајање група за које сматра да су супериорне од група за које сматра да су инфериорне. Политика крајње деснице често укључује ауторитарност, нативизам, расизам и ксенофобију.
Идеологије најчешће повезане са крајњом десницом су фашизам, нацизам и друге ултранационалистичке, екстремне верске или реакционарне идеологије.